# Kastl, Amberg-Sulzbach
Kastl är en köping (Markt) i Landkreis Amberg-Sulzbach i Regierungsbezirk Oberpfalz i förbundslandet Bayern i Tyskland.